# Moto Guzzi V7 700
La Moto Guzzi V7 700 è un modello di motocicletta turistico prodotto dalla casa di Mandello dal 1965 al 1969. È la capostipite dei modelli con il celebre motore a V trasversale, divenuto il principale emblema tecnico distintivo della Moto Guzzi.

## Storia
La leggenda vuole che durante la visita ufficiale negli Stati Uniti, il 28 febbraio 1956, il Presidente della Repubblica Italiana Giovanni Gronchi avesse potuto ammirare le mastodontiche Harley Davidson della scorta presidenziale e, quando Eisenhower arrivò in visita a Roma, il 4 dicembre 1959, Gronchi notò la grande differenza tra le moto americane e le vecchie Moto Guzzi Falcone, in dotazione ai Corazzieri.
Per ovviare al problema d'immagine, Gronchi annunciò l'intenzione di ordinare una ventina di Harley Davidson per i Corazzieri, ma nel suo entourage gli fecero notare che sarebbe stato poco opportuno l'acquisto di moto estere, da parte del rappresentante di uno dei paesi di maggior prestigio mondiale per la produzione motociclistica, soprattutto in un momento di forte crisi del settore.
La produzione motociclistica italiana del secondo dopoguerra era però orientata verso mezzi di piccola e media cilindrata e l'iniziativa cadde nel dimenticatoio. Ciononostante, la burocrazia statale aveva ormai ricevuto l'input e si mise lentamente in movimento per dotare le forze armate di motocicli moderni, all'altezza della situazione e del prestigio nazionale.

### Il contesto
Il 23 maggio 1963 fu bandito il concorso pubblico per la fornitura alle forze armate di un motociclo che si vuole robusto, veloce e tanto affidabile da poter percorrere almeno 100.000 chilometri senza rotture o manutenzioni straordinarie.
La commessa si annunciava importante e le maggiori case motociclistiche italiane, afflitte dalla crisi determinata dalla grande motorizzazione di massa di stampo automobilistico, avviata dalla FIAT, presero in seria considerazione l'opportunità, prepararono le loro proposte per la prevista serie di severissimi collaudi. Tra queste la Moto Guzzi, in quegli anni durante una difficile fase amministrativa di transizione che, in seguito alla morte di Giorgio Parodi e alla grave malattia di Carlo Guzzi, era gestita dal fratello del cofondatore Enrico Parodi, in attesa di essere assorbita, nel febbraio 1967, dalla SEIMM. L'incarico venne affidato a Giulio Cesare Carcano, assistito da Enrico Cantoni e Umberto Todero.

### Le origini del motore
Nonostante il propulsore della "V7" sia divenuto uno dei motori più celebri della produzione motociclistica mondiale, le sue origini sono ben precedenti al progetto "V7" e non sono relative all'impiego motociclistico.
Infatti, questo motore fu progettato per autonoma iniziativa di Giulio Cesare Carcano, nel 1959, allo scopo di proporre alla FIAT una valida alternativa per equipaggiare la versione sportiva del modello Nuova 500. Due anni prima, le stravincenti case italiane Moto Guzzi, Mondial e Gilera avevano siglato il celebre "patto d'astensione" che le impegnava a non partecipare ufficialmente alle competizioni del motomondiale, considerate economicamente troppo gravose. Il "reparto corse" della Moto Guzzi, quindi, venne trasformato in "reparto sperimentazione", con il compito di studiare nuovi modelli che offrissero all'azienda diversi sbocchi produttivi.
Nel quadro di tali intenzioni, il motore a V fu realizzato nella prima versione prototipale di 594 cm³ e installato a bordo di una Fiat Nuova 500 D. Dopo le prime prove su strada, la vettura venne dotata di tamburi maggiorati, per consentire una frenata in linea con l'aumento delle prestazioni. La "500" con il motore Guzzi, infatti, disponeva di 34 CV, in luogo dei 18 CV originali, e raggiungeva una velocità massima di 138 km/h, con accelerazioni di tutto rispetto.
L'esemplare modificato venne testato dalla FIAT, ma non si giunse ad un fattivo accordo di collaborazione tra le due aziende ed il progetto fu accantonato. I prototipi di quel propulsore sono custoditi nel museo aziendale della Moto Guzzi.

### La nascita
La versione originaria, siglata semplicemente V7 era dotata di un motore da 700cm³ dalla potenza di circa 50 cv SAE. Si trattava di una classica moto da strada priva di orpelli particolari se non di un paracilindri cromato, ancora priva degli indicatori di direzione e di protezioni aerodinamiche. La lunga sella permetteva comodamente il viaggio in due persone, infatti fu molto apprezzata anche come moto da turismo, vista anche la buona velocità di crociera raggiungibile.
Uno dei suoi tratti distintivi era la presenza delle innovative facce a specchio sul serbatoio, presente in tutti i modelli ad esclusione di quella militare.
La sua nascita si deve alla richiesta della Polizia di avere un veicolo polivalente in grado di sostituire quello che ha rappresentato il modello tuttofare per molto tempo, il Falcone.
Il modello militare vide così la luce, con il motore a V di 90° che ha fatto la storia del marchio dell'Aquila negli ultimi cinquant'anni, nel 1963, mentre la versione civile dello stesso motociclo venne presentata al Salone del ciclo e motociclo di Milano del 1965.
Il progetto originale fu dell'ingegner Giulio Cesare Carcano che si avvalse della collaborazione del suo team di fiducia capitanato da Umberto Todero. Dopo l'uscita dall'azienda di Carcano il progetto con le sue evoluzioni successive venne seguito dal suo collaboratore originale e dal nuovo acquisto aziendale, Lino Tonti.
Ancora oggi è famoso per la possibilità infinita di modifiche e di alleggerimenti che la portarono anche a versioni da corsa da parte di privati. Modifiche sostanziali potevano essere fatte ai ripari, agli ingranaggi della pompa dell'olio, alle astine, al volano.
Il peso di 228 kg non influiva particolarmente sulle prestazioni, anche se metteva a nudo quello che risultava il suo tallone d'Achille fin dall'inizio, la scarsa potenza dell'impianto frenante.
Con l'avvento delle sue derivate V7 Special e V7 Sport, dotate di propulsore dalla cilindrata aumentata a 750 cm³, ci si trovò davanti a veicoli maggiormente competitivi anche nei confronti della produzione giapponese del periodo. Altra versione importante derivata dalla V7 fu la prima serie della California in cui vennero presentate le protezioni aerodinamiche per il pilota ed il passeggero nonché i set di borse per il turismo itinerante.
Il nome "V7" è stato rispolverato dall'azienda di Mandello del Lario nel 2007 con la presentazione della Moto Guzzi V7 Classic.